# Atletiek Vlaanderen
Atletiek Vlaanderen, voorheen de Vlaamse Atletiekliga (VAL), is een Vlaamse atletiekbond. Op nationaal niveau is er Belgian Athletics, voorheen de Koninklijke Belgische Atletiek Bond (KBAB).

## Geschiedenis
In 1889 werd de eerste atletiekbond opgericht in België: de "Fédération Belge des Sociétés de Course à Pied". Wegens interne twisten ging de bond na een paar jaar ten onder. Vervolgens werd in 1895 de Union Belge des Sociétés de Sports Athlétiques (UBSSA) opgericht, die zich naast atletiek ook met voetbal en wielrennen bezighield. Toen deze sporten in 1912 zelfstandig verdergingen, ontstond de Belgische Atletiekliga, sinds 1929 de Koninklijke Belgische Atletiekliga (Frans: Ligue Royale Belge d'Athlétisme (LRBA)).
Als gevolg van de federalisering van de sport werden er in 1978 een Vlaamse en een Franstalige afdeling opgericht: de Vlaamse Atletiekliga (VAL) en de Ligue Belge Francophone d'Athlétisme (LBFA). In feite is de administratie van de Belgische atletiek volledig gesplitst: de Vlaamse Atletiekliga in Vlaanderen en Ligue belge francophone d'athlétisme in de Franse Gemeenschap. Beide afdelingen hebben zes vertegenwoordigers in het uitvoerend comité van de KBAB.
In 2024 werd de naam gewijzigd in Atletiek Vlaanderen.

## Voorzitters
Eerste voorzitter was Raymond Dubois. Eddy De Vogelaer was met zestien jaren dienst de langst zetelende voorzitter.
Lijst van voorzitters
| Periode   | Voorzitter       |
| --------- | ---------------- |
| 1978-1986 | Raymond Dubois   |
| 1986-1991 | Guy Van Diest    |
| 1991-1998 | Rudy Verlaeckt   |
| 1998-1999 | Dirk Janssens    |
| 1999-2003 | Guy Van Diest    |
| 2003-2019 | Eddy De Vogelaer |
| 2019-     | Gery Follens     |